# 点線と破線
点線（てんせん）は、線を表現するために一定間隔で点を表示したものである（例 : ････）。点の形状には、円、正方形または菱形が用いられる。
破線（はせん）は、線を表現するために一定間隔で隙間を作ったものである（例 : ----）。ミシン目（みしんめ）や鎖線（させん）とも呼ばれる。これらと対比させる場面などでは、単なる線は「実線」と呼称されている。
さらに破線と点線とを組み合わせたものもあり、破線の間隙部分の中央に点を入れた一点鎖線（いってんさせん、例 : -･-･-）、点が2つ入る二点鎖線（にてんさせん、例 : -･･-･･-）などがある。
いずれも画面や図面、物体に線を引く場合、または複数のデータを一つのグラフに表記する場合など、それぞれの線の意味が異なる場合にそれらを区別できるようにするのに使われる。破線や鎖線は往々にして実線より意味の弱い、または価値の低い線という意味を含ませる。

## 用途

### 生活
- 道路の路面に使用する。
- ミシンをかける箇所に使用する。
- 紙の折代を示す。たとえば折り紙においては、折る線を点線で、切込みを入れるなど切る線を実線で示すのが通例である。
- 書類において切り取り線に用いる。たとえば申込用紙でよくある形では、紙の上方に申込みに関する説明、記入法などを書き、点線で区切ってそこから下を申込用紙の記入欄とする。申し込む際には点線で切り取って記入欄の部分だけを送る。

### 地図
国土地理院発行の5万分の1地形図では、点線および破線を次のとおりに用いている。他の地図においてもこれに準じる。
- 補助的な等高線
通常の等高線は20メートルおきであるが、なだらかな地形の場合、補助的に10メートルおきに点線の等高線を入れる。
- 通常の道路とは異なる道路
復員1.5m以上の道路は様々な形の実線を用い、それ以下の道路を破線で表す。また、国道などでも建設中等、通行不能の区画は実線に点線を沿えて示す（点線国道）。また、鉄道では地下鉄を点線で示す。
- 国や地域の境界線
実際の地形上に現れない境界線には、破線、点線、一点鎖線などを用いている。
- 経線および緯線

### 数学
- グラフで、目盛り線として用いる。

### 気象
- 気圧配置に用いる。

### 産業財産権
- 部分意匠出願の際、部分意匠出願で意匠登録を受けようとする部分と、その他の部分との、境界のみを示す線として点線と破線とを混合した一点鎖線が用いられる。

## 線に関する規定
- JIS Z 8114（製図用語）
- JIS Z 8303（帳票の設計基準）